# Te Amo (пісня Ріанни)
«Te Amo» (укр. Я тебе кохаю) — шостий і останній сингл барбадоської співачки Ріанни з її четвертого студійного альбому Rated R. В пісні задіяна тематика одностатевого кохання: лірична героїня намагається боротися з тим, що стала об'єктом любові іншої жінки.

## Відгуки критиків
Digital Spy поставив пісні 4 з 5 балів, описавши її як більш спокійну (в порівнянні з попереднім європейським синглом «Rude Boy») сексуальну композицію з елементами латини. Видання Daily Review також поставило 4 бали, відмітивши виразність Ріанни в подачі тематики одностатевого жіночого кохання.

## Відеокліп
Відеокліп знімався 29—30 квітня 2010 року у Замку Віньї, Франція. В кліпі знялась французька топ-модель і актриса Летиція Каста. Прем'єра кліпу відбулась 28 травня 2010 року. Режисером кліпу став один з постійних кліпмейкерів Ріанни Ентоні Мендлер.
Журнал Billboard охарактеризував відеокліп як одне з найбільш сексуальних відео Ріанни. В кліпі Летиція Каста зображає фатальну жінку, яка намагається звабити Ріанну.

## Формати і трек-лист
Цифрове видання
| #  | Назва                                   | Тривалість |
| -- | --------------------------------------- | ---------- |
| 1. | «Te Amo» (альбомна версія)              | 3:28       |
| 2. | «Rude Boy» (Wideboys Stadium Radio Mix) | 3:16       |

## Позиції в чартах
В грудні 2009 року «Te Amo» вперше попала в чарти. У Великій Британії пісня попала в основний чарт UK Singles Chart, а також в UK R&B Chart В Європі пісня добралась до 18 місця. Пісня ввійшла в чарти Канади й США, незважаючи на те, що офіційно сингл там не видавався.
| Чарт                                      | найкращий результат |
| ----------------------------------------- | ------------------- |
| Австралія (ARIA)                          | 22                  |
| Австрія (Ö3 Austria Top 75)               | 11                  |
| Бельгія (Ultratop Flanders)               | 10                  |
| Бельгія (Ultratop Wallonia)               | 15                  |
| Бразилія Brazilian Hot 100 Airplay        | 12                  |
| Болгарія (IFPI)                           | 2                   |
| Канада (Canadian Hot 100)                 | 66                  |
| Чехія (IFPI)                              | 6                   |
| Данія (Tracklisten)                       | 22                  |
| Європа (European Hot 100 Singles)         | 18                  |
| Фінляндія (Suomen virallinen lista)       | 14                  |
| Франція (SNEP Download Chart)             | 8                   |
| Німеччина (Media Control AG)              | 11                  |
| Угорщина (Rádiós Top 40)                  | 7                   |
| Угорщина (Single Top 40)                  | 6                   |
| Ірландія (IRMA)                           | 16                  |
| Італія (FIMI)                             | 7                   |
| Нідерланди (Dutch Top 40)                 | 31                  |
| Норвегія (VG-lista)                       | 12                  |
| Польща ZPAV                               | 3                   |
| Шотландія Scottish Singles Chart          | 21                  |
| Словаччина (IFPI)                         | 34                  |
| Швеція (Sverigetopplistan)                | 48                  |
| Швейцарія (Media Control AG)              | 9                   |
| Велика Британія (Official Charts Company) | 14                  |
| Велика Британія (UK R&B Chart)            | 5                   |

| Чарт (2010)                                | Позиція |
| ------------------------------------------ | ------- |
| Європейський Союз European Hot 100 Singles | 81      |
| Німеччина Media Control AG                 | 48      |
| Швейцарія Swiss Singles Chart              | 43      |

| Країна       | Статус  |
| ------------ | ------- |
| Австралія    | Золотий |
| Італія(FIMI) | Золотий |
| Швейцарія    | Золотий |

| Країна        | Дата           | Формат              | Лейбл           |
| ------------- | -------------- | ------------------- | --------------- |
| Австралія     | 8 червня 2010  | цифрова дистрибуція | Universal Music |
| Італія        | 8 червня 2010  | цифрова дистрибуція | Universal Music |
| Нова Зеландія | 8 червня 2010  | цифрова дистрибуція | Universal Music |
| Німеччина     | 11 червня 2010 | CD                  | Universal Music |